# Берлин (Висконсин)
Берлин (енгл. Berlin) град је у америчкој савезној држави Висконсин.

## Демографија
По попису из 2010. године број становника је 5.524, што је 219 (4,1%) становника више него 2000. године.
| Група             | 2000.         | 2010.         |
| Белци             | 4.968 (93,6%) | 4.940 (89,4%) |
| Афроамериканци    | 8 (0,2%)      | 28 (0,5%)     |
| Азијати           | 41 (0,8%)     | 49 (0,9%)     |
| Хиспаноамериканци | 242 (4,6%)    | 441 (8,0%)    |
| Укупно            | 5.305         | 5.524         |